# Zone de sécurité panaméricaine
Pour les articles homonymes, voir Zone de sécurité.

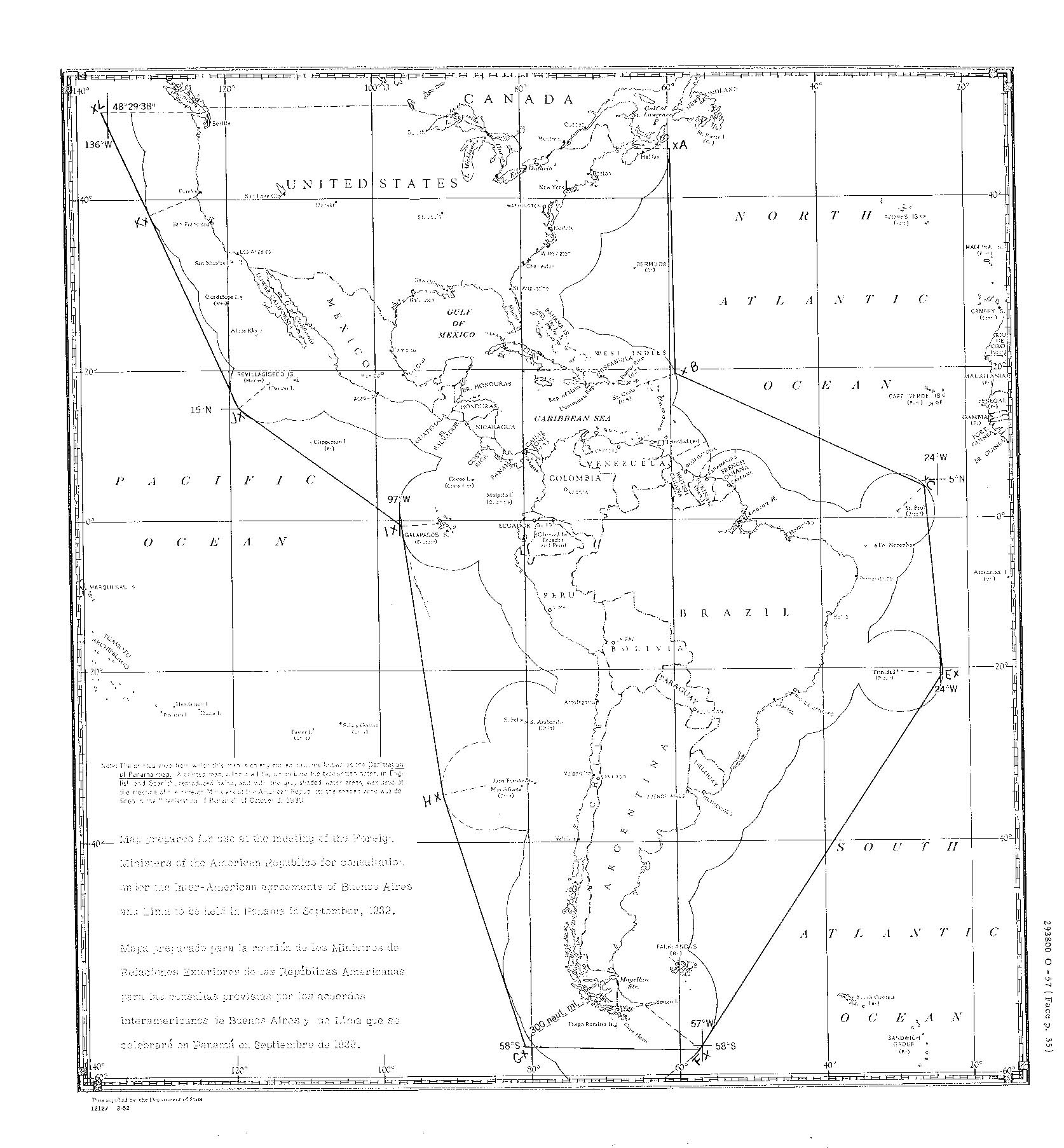
Carte de la zone de sécurité maritime créée par la Déclaration de Panama en octobre 1939, basée sur des lignes droites entre des points à environ 300milles marins au large.

Au cours des premières années de la Seconde Guerre mondiale, avant que les États-Unis ne deviennent un belligérant officiel, le président Franklin D. Roosevelt a déclaré une région de l'Atlantique, adjacente aux Amériques, comme Zone de sécurité panaméricaine (en anglais Pan-American Security Zone). Dans cette zone, des navires de la marine américaine escortaient des convois à destination de l'Europe. Dans la pratique, cela a grandement aidé le Royaume-Uni, qui dépendait largement des convois de l'Atlantique.
La Zone était l'une des nombreuses mesures prises par les États-Unis qui allaient à l'encontre de son état formel de neutralité. Elle a été créée en octobre 1939 à la demande des États-Unis par la Déclaration de Panama signée par les nations d'Amérique du Nord et du Sud. Dans la zone, qui s'étendait entre 300 et 1000 milles marins (entre 560 et 1 800 kilomètres) au large, les signataires ne toléreraient pas les actes de belligérance.
Malgré les plaintes officielles adressées en décembre 1939 au Royaume-Uni au sujet de l'action contre l'Admiral Graf Spee au large du Río de la Plata, la mise en œuvre par les États-Unis de la zone était clairement à l'avantage du Royaume-Uni. À partir de début 1941, les escortes de convois de la marine américaine ont atténué les difficultés britanniques et canadiennes en fournissant des escortes ; les navires et aéronefs de la marine américaine ont reçu l'ordre de diffuser en clair toute observation d'U-Boots, alertant ainsi les auditeurs britanniques. La Kriegsmarine (marine allemande) n'aimait pas cette « tricherie » mais elle avait pour instruction d'éviter les actes d'hostilité contre les navires américains afin de ne pas donner lieu à une déclaration de guerre.
Le 18 avril 1941, Roosevelt a étendu la zone de sécurité panaméricaine à 26 degrés de longitude ouest, à 2 300 milles marins (4 300 kilomètres) de New York et à seulement 50 milles marins (93 kilomètres) de l'Islande, une importante zone de transit des convois.
Le texte original de la Déclaration de Panama et des documents associés (y compris la carte) sont disponibles sur le lien suivant : http://digital.library.wisc.edu/1711.dl/FRUS. FRUS1939v05 . Source originale : Département d'État des États-Unis, Foreign Relations of the United States diplomatic papers, 1939, volume V, The American Republics, (Washington, DC, Bureau d'impression du gouvernement des États-Unis, 1939), p. 34–39.